# Sainte-Montaine
Sainte-Montaine is een gemeente in het Franse departement Cher (regio Centre-Val de Loire) en telt 212 inwoners (2005). De plaats maakt deel uit van het arrondissement Vierzon.

## Geografie
De oppervlakte van Sainte-Montaine bedraagt 51,5 km², de bevolkingsdichtheid is 4,1 inwoners per km².
De onderstaande kaart toont de ligging van Sainte-Montaine met de belangrijkste infrastructuur en aangrenzende gemeenten.

## Demografie
Onderstaande figuur toont het verloop van het inwonertal (bron: INSEE-tellingen).